# Melville (Australia)
Melville (nella lingua Tiwi: Yermalner) è un'isola dell'Australia appartenente all'arcipelago delle isole Tiwi e situata a nord delle coste del Territorio del Nord. L'isola, affiancata ad ovest dall'isola Bathurst, si trova tra il mar di Timor, a ovest, il mar degli Alfuri a nord, e la penisola di Cobourg, a est. Il principale centro abitato di Melville è Milikapiti, seguito da  Pirlangimpi (o Pularumpi, in passato Garden Point).
Con i suoi 5788 chilometri quadrati, è la seconda isola più grande dell'Australia, dopo la Tasmania, ed è la maggiore delle isole Tiwi. Uno stretto canale, l'Apsley Strait, lungo 64 km, la separa dall'isola Bathurst. A sud, la separa dal continente il canale di Clarence, dove si trovano le isole Vernon.

## Storia
Le isole sono state abitate da almeno 7000 anni dal popolo Tiwi. Sono state avvistate dagli esploratori europei in varie occasioni fin dal XVII secolo e poi esplorate da Phillip Parker King nel 1818. King intitolò l'isola a Robert Dundas, secondo Visconte di Melville, primo Lord dell'Ammiragliato (1771 – 1851).